# Crepidomanes latealatum
Crepidomanes latealatum là một loài thực vật có mạch trong họ Hymenophyllaceae. Loài này được (Bosch) Copel. miêu tả khoa học đầu tiên năm 1938.